# Johan Svendsen
Johan Svendsen (født 30. september 1840 i Kristiania, død 14. juni 1911 i København) var en norsk komponist og dirigent.
Hans far var musiklærer, og Svendsen lærte både violin og klarinet fra ham. Da han var færdig med skolen, arbejdede han som orkestermusiker og var på  korte turnéer som violinist. I Lübeck kom han på en af sine koncertrejser i kontakt med en velhavende købmand, der gjorde det muligt for ham at studere ved  konservatoriet i Leipzig 1863-67. Han studerede først hos violinisten Ferdinand David, men problemer med hånden tvang ham til at skifte til komposition, som han studerede hos Carl Reinecke. Hanmodtog førstepræmie i komposition.
I de sidste mange år af sit liv levede han i København, hvor han fra 1883 var kapelmester for Det Kongelige Kapel og opnåede international anseelse som en af tidens allerstørste dirigenter. Svendsens kendteste værk er hans violinromance.
Han var Kommandør af 2. grad af Dannebrog og modtog Fortjenstmedaljen i guld.
Han er far til skuespilleren Eyvind Johan-Svendsen.

## Udvalgte værker
- Symfoni nr. 1 (1865-1866) - for orkester
- Symfoni nr. 2 (1874) - for orkester
- 4 norske rapsodier
- Violinromance
- Karneval i Paris
- Norsk kunstnerkarneval
- Festpolonaise